# 科林·伦福儒
安德鲁·科林·伦福儒，凯姆斯霍恩的伦福儒男爵，FBA、FSA、Hon FSA Scot（英語：Society of Antiquaries of Scotland#Fellowship，1937年7月25日—2024年11月24日），生于蒂斯河畔斯托克頓，英国考古学家、古语言学家和保守黨贵族成员。他以在放射性碳定年、史前语言学、古遗传学和阻止考古遗址盗掘活动上的工作而闻名。他提出了安纳托利亚假说，主张原始印歐語（重建的印欧语系祖先）起源于大约9,000年前的安那托利亞，并随着新石器革命通过地中海传播到中北欧。这个假说反驳了瑪利亞·金布塔斯的墳塚假說（坟冢假说认为原始印歐語随着人口遷徙在大约6,000年前在東歐大草原上传播）。
伦福儒是剑桥大学前迪斯尼考古学教授和麦克唐纳考古研究所创建理事，现在是麦克唐纳考古研究所的高级研究员。
他是英國國家學術院的院士，也是美国国家科学院的外籍成员。

## 生平
伦福儒年轻时在赫特福德郡圣奥尔本斯中学上学（现在那里有一栋楼以他的名字命名），1956到1958在英國皇家空軍服役。之后，他在剑桥大学圣约翰学院读自然科学，之后学习考古学和人类学，于1962年毕业。1965年，他完成了博士论文《基克拉泽斯的新石器时代和早期青铜时代文化及其对外关系》（Neolithic and early Bronze Age cultures of the Cyclades and their external relations），同年4月与J.M.尤班克成亲。
1964-1965年，伦福儒和约翰·伊文思（Jhon Evans）主持了希腊萨莉亚哥斯的发掘工作，这是他第一次主持发掘工作。1965年9月他获得了谢菲尔德大学史前和考古系助理讲师的职位。1968到1970，伦福儒主持了在希腊西塔格洛伊的发掘工作。1968年，他作为保守黨竞选雪菲尔布赖特赛德议会选区议员失败。那一年他成为伦敦古物学协会院士，1970年成为苏格兰古物学协会院士，2000年成为苏格兰古物学协会的荣誉院士。
1972-1981年，伦福儒继巴里·坎利夫后成为南安普敦大学考古系主任和教授，在此期间，他主持发掘了奥克尼郡匡特尼斯和希腊米洛斯岛菲拉科皮。1973年，伦福儒出版了《文明之前：碳素革命和史前欧洲）》（Before Civilisation: The Radiocarbon Revolution and Prehistoric Europe）一书，挑战了史前文化产生于近東，之后传播到欧洲的假说。他也和瑪利亞·金布塔斯一起发掘了希腊的西塔格洛伊。
1980年，伦福儒被推举为英国国家学术院院士。1981年起他担任剑桥大学迪斯尼考古学教授一直到退休。1990年，伦福儒被任命为麦克唐纳考古研究所创建理事。1987年，他出版了关于原始印欧人的《考古学与语言：印欧语系起源之谜》（Archaeology and Language: The Puzzle of the Indo-European Origins）一书。他的“安纳托利亚假说”认为，原始印欧人生活在比墳塚假說早2000年的安那托利亞地区，之后扩散到希腊，之后是意大利、西西里、科西嘉，然后传到地中海海岸的法国、西班牙和葡萄牙。另一个分支沿着多瑙河和莱茵河肥沃的河谷迁移到中欧和北欧。1987-1991年，他与人共同主持发觉了阿莫爾戈斯島的马尔基安尼和希腊克羅斯島的达斯卡利奥卡沃斯。
1986-1997年，伦福儒任剑桥大学耶稣学院院长。2004年，他从迪斯尼考古学教授的职位上退休，现在担任麦克唐纳考古研究所的高级研究员。2006-2008年，他又主持了基克拉迪群岛的克羅斯島的发掘工作。目前，他与其他研究者合作指导克罗斯岛的调查工作。

## 职位、奖项和荣誉
- 1980年，成为英國國家學術院院士；
- 1991年6月24日，伦福儒被授予倫弗魯区赫雷特（英语：Hurlet）的凯姆斯霍恩的伦福儒男爵，成为終身貴族[3]；
- 1996年，成为美国国家科学院外籍院士[4]；
- 2004年，获得史前考古的巴尔赞奖；
- 2004年，开始担任英国驻雅典研究院（英语：British School at Athens）管理委员会主席；
- 2005-06年，加利福尼亚大学洛杉矶分校访问学者；
- 先后获得过谢菲尔德大学、雅典大学、南安普顿大学、利物浦大学、爱丁堡大学、圣安德鲁斯大学、肯特大学、伦敦大学及立马大学的荣誉学位。

## 出版书籍
- Renfrew, A.C., 1972,  The Emergence of Civilisation: The Cyclades and the Aegean in The Third Millennium BC, London.（《文明的出现：公元前第3千纪的基克拉泽斯群岛和爱琴海》）
- Renfrew, A.C., 1973, Before Civilisation, the Radiocarbon Revolution and Prehistoric Europe, London: Pimlico. ISBN 0-7126-6593-5（《文明之前：碳素革命和史前欧洲》）
- Renfrew, A.C. and Kenneth L. Cooke, eds. 1979 Transformations: Mathematical Approaches to Culture Change. New York: Academic Press. ISBN 978-0-12-586050-5
- Renfrew, A.C. and Malcolm Wagstaff, eds., 1982,  An Island Polity, the Archaeology of Exploitation in Melos, Cambridge: Cambridge University Press.
- Renfrew, Colin, 1984,  Approaches to Social Archeology, Edinburgh: Edinburgh University Press. ISBN 0-85224-481-9（《社会考古学研究》）
- Renfrew, A.C., ed. 1985,  The Archaeology of Cult, the Sanctuary at Phylakopi（英语：Phylakopi）, London: British School at Athens and Thames & Hudson.（《礼仪考古学》）
- Colin Renfrew, Marija Gimbutas and Ernestine S. Elster, eds. 1986. Excavations at Sitagroi, a prehistoric village in northeast Greece. Vol. 1. Los Angeles : Institute of Archaeology, University of California.
- Renfrew, A.C., 1987, Archaeology and Language: The Puzzle of Indo-European Origins, London: Pimlico. ISBN 0-7126-6612-5（《考古学与语言：印欧语系起源之谜》）
- Renfrew, A.C. and Ezra B. W. Zubrow, eds. 1994, The ancient mind: elements of cognitive archaeology. Cambridge: Cambridge University Press. ISBN 978-0-521-45620-3
- Renfrew, A.C. and Paul Bahn（英语：Paul Bahn）, 1991, Archaeology: Theories, Methods and Practice, London: Thames and Hudson. ISBN 0-500-28147-5. (Sixth edition 2012)
  - 陈淳 译，《考古学：理论、方法与实践（第六版）》，上海古籍出版社，2015年。ISBN 9787532574292
- Renfrew, A.C., 2000, Loot, Legitimacy and Ownership: The Ethical Crisis in Archaeology, London: Duckworth. ISBN 0-7156-3034-2（《盗掘，遗产与所有权：考古学的伦理危机》）
- Renfrew, A.C., 2003, Figuring It Out: The Parallel Visions of Artists and Archaeologists, London: Thames and Hudson. ISBN 0-500-05114-3
- Ernestine S. Elster and Colin Renfrew, eds., 2003. Prehistoric Sitagroi: Excavations in Northeast Greece, 1968–1970. Vol. 2: The Final Report. Los Angeles, CA: Cotsen Institute of Archaeology at UCLA. Monumenta archaeologica 20.
- Renfrew, A.C., and Paul Bahn, eds. Archaeology: The Key Concepts. London: Routledge, 2005.
  - 陈胜前  译，《考古学：关键概念》，中国人民大学出版社，2012年。ISBN 9787300149417
- Renfrew, A.C., 2008, Prehistory: The Making of the Human Mind, Modern Library. ISBN 0-679-64097-5
- Matsumura S, Forster P and Renfrew C, eds., 2008, Simulations, Genetics and Human Prehistory, Cambridge: McDonald Institute for Archeological Research. ISBN 978-1-902937-45-8

## 文章
- “Models of change in language and archaeology”, Transactions of the Philological Society 87 (1989): 103–55.
- “Archaeology, genetics and linguistic diversity”, Man 27 (1992): 445–78.
- “Time depth, convergence theory, and innovation in Proto-Indo-European: ‘Old Europe’ as a PIE linguistic area”, Journal of Indo-European Studies（英语：Journal of Indo-European Studies） 27 (1999): 257–93.
- “‘Indo-European’ designates languages: not pots and not institutions”, Antiquity 79 (2005): 692–5.
- “Archaeogenetics”, in Archaeology: The Key Concepts, eds. Colin Renfrew & Paul Bahn. London: Routledge, 2005, pp. 16–20.